# Feldbahn Narajow–Lany–Dunajow
| Feldbahn-Personenwagen Narajow–Lany–Dunajow Schottertransport bei Narajow                                                             |            |                                   |                                   |
| Streckenlänge: | ca. 100 km |                                   |                                   |
| Spurweite: | 700 mm     |                                   |                                   |
| |            |                                   |                                   |
| \| \| \| Pomorjany (Pomorzany) Oblast Lwiw \| \| \| \| Dunajiw (Dunajów) Oblast Lwiw \| \| \| \| Narajiw (Narajów) Oblast Ternopil \| |            |                                   |                                   |
| Kopfbahnhof Streckenanfang (Strecke außer Betrieb)                                                                                    |            | Pomorjany (Pomorzany) Oblast Lwiw | Pomorjany (Pomorzany) Oblast Lwiw |
| Bahnhof · Bahnhof (Strecke außer Betrieb)                                                                                             |            | Dunajiw (Dunajów) Oblast Lwiw     | Dunajiw (Dunajów) Oblast Lwiw     |
| Kopfbahnhof Streckenende (Strecke außer Betrieb)                                                                                      |            | Narajiw (Narajów) Oblast Ternopil | Narajiw (Narajów) Oblast Ternopil |

Die Feldbahn Narajow–Lany–Dunajow war eine während des Ersten Weltkriegs von den österreichisch-ungarischen Landstreitkräften verlegte und als Pferdebahn betriebene militärische Feldbahn mit 700 mm Spurweite in der heutigen Ukraine.

## Zweck
Die etwa 100 km lange Feldbahn diente nach der Schlacht bei Gorlice-Tarnów im Kriegsjahr 1916 vor allem dem Transport von Geschützen, Nachschub und Munition.

## Streckenverlauf
In Dunajiw gab es einen Bahnhof südlich des Ortszentrums an der Breitspur-Bahnstrecke Pidhajzi–Lwiw, an dem erst die Baumaterialien und später die Güter auf die Feldbahn umgeladen wurden.
Ein im Dezember 1916 gebauter Streckenabschnitt führte in nordöstlicher Richtung von Dunajiw nach Pomorjany.

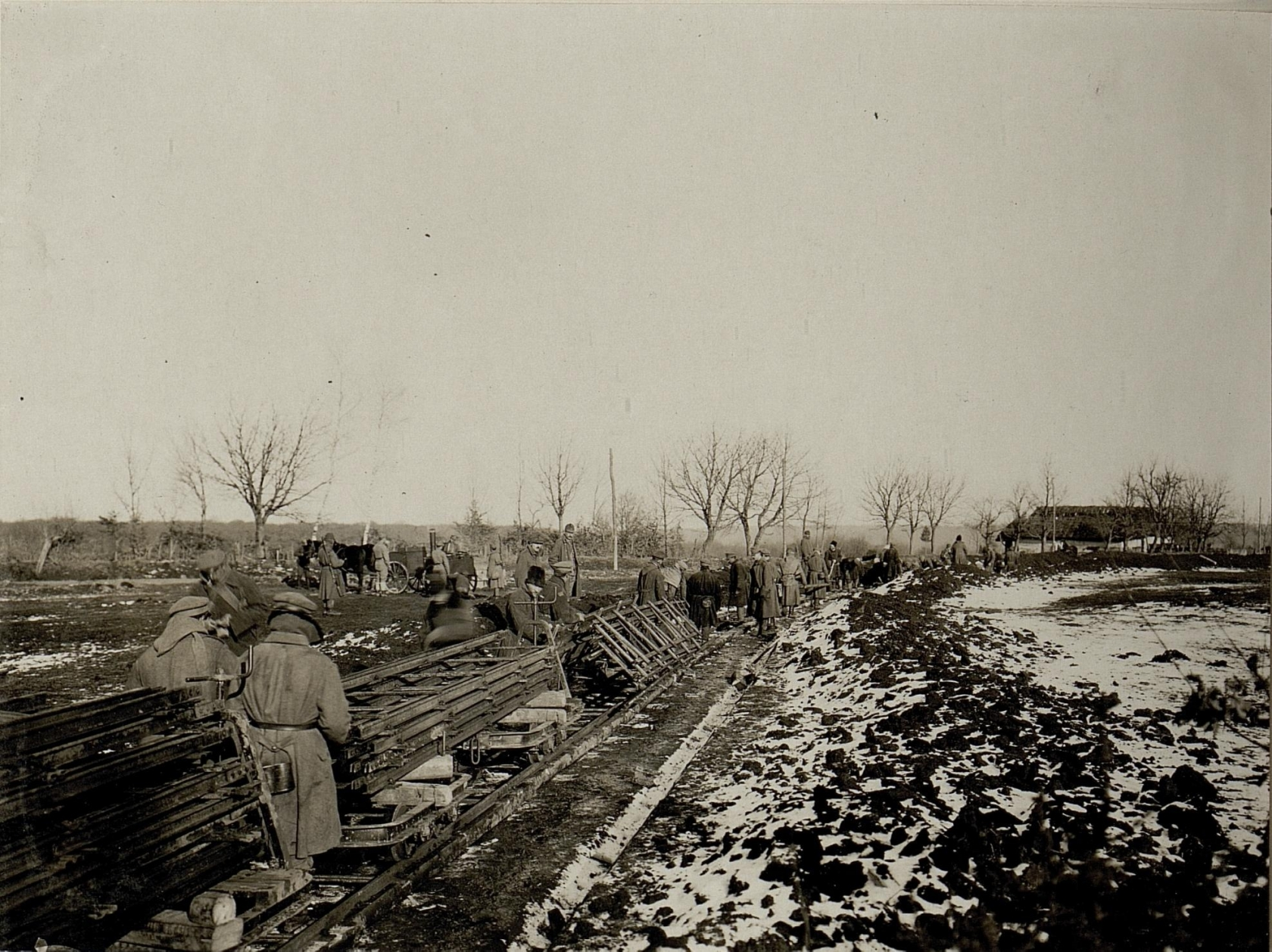
Bau der Feldbahn Pomorzany–Dunajow, 12. Dezember 1916
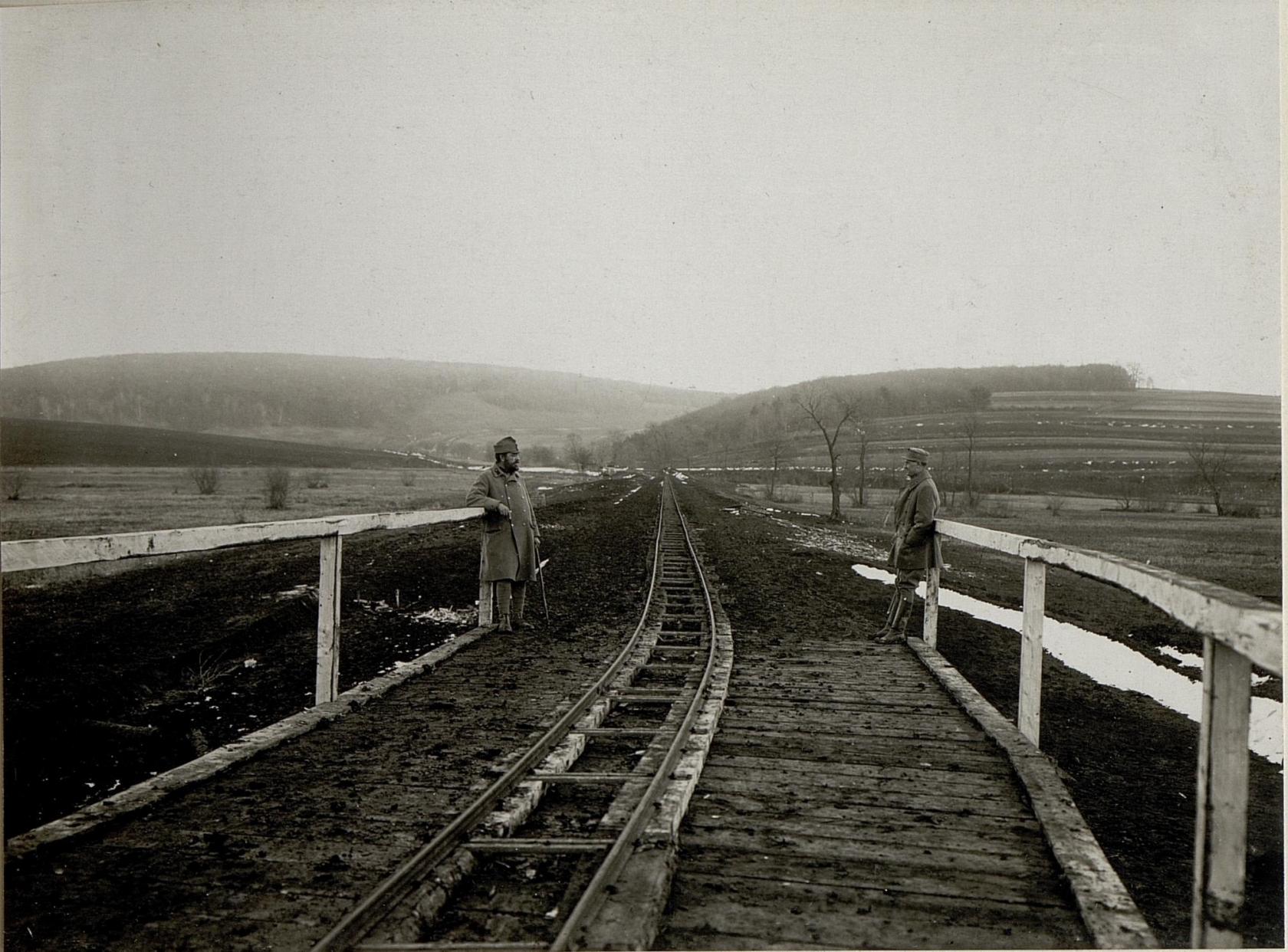
Feldbahnbrücke auf der Strecke Pomorzany–Dunajow, 12. Dez. 1916

## Ukrainische, russische und polnische Namen der Feldbahn-Stationen
- Pomorjany (ukrainisch Поморяни; russisch Поморяны, polnisch Pomorzany)
- Dunajiw (ukrainisch Дунаїв; russisch Дунаев/Dunajew, polnisch Dunajów).
- Narajiw (ukrainisch Нараїв; russisch Нараев/Narajew, polnisch Narajów)